# ミハイ・マライメア・Jr
ミハイ・マライメア・Jr（Mihai Malaimare Jr.）は、フランシス・フォード・コッポラ監督作品の撮影で知られるルーマニア出身の撮影監督である。

## 人物
『コッポラの胡蝶の夢』（2007年）により第23回インディペンデント・スピリット賞撮影賞にノミネートされた。

## フィルモグラフィ
- Lotus (2004)
- コッポラの胡蝶の夢 Youth Without Youth (2007)
- テトロ 過去を殺した男 Tetro (2009)
- Virginia/ヴァージニア Twixt (2011)
- Little Red Wagon (2012)
- ザ・マスター The Master (2012)
- +1［プラスワン］ +1 (2013)
- 誘拐の掟 A Walk Among the Tombstones (2014)
- スリープレス・ナイト Sleepless (2017)
- クリミナル・タウン November Criminals (2017)
- ジョジョ・ラビット Jojo Rabbit (2019)
- メガロポリス Megalopolis (2024)